# Limata kuhnelti
Limata kuhnelti är en tvåvingeart som beskrevs av Usher 1967. Limata kuhnelti ingår i släktet Limata och familjen bromsar.
Artens utbredningsområde är Namibia. Inga underarter finns listade i Catalogue of Life.